# Boloria tendensis
Boloria tendensis är en fjärilsart som beskrevs av Higgins 1930. Boloria tendensis ingår i släktet Boloria och familjen praktfjärilar. Inga underarter finns listade i Catalogue of Life.